# Air Gemini
Air Gemini là hãng hàng không có trụ sở tại Luanda, Angola. Đây là hãng vận chuyển hành khác và hàng hóa phục vụ các nhiệm vụ nhân đạo và phục vụ ngành khai khoáng. Cơ sở chính của hãng này ở Sân bay Quatro de Fevereiro, Luanda.

## Lịch sử
Hãng này được lập năm 1999 và bắt đầu hoạt động tháng 7 năm 1999 với dịch vụ vận tải hàng hóa, đặc biệt là kim cương. Dịch vụ vận chuyển khách đã được bổ sung tháng 2 năm 2002.

## Đội máy bay
Hãng Air Gemini có các máy bay sau (tháng 3 năm 2007) :
- 1 Boeing 727-100
- 4 Boeing 727-100C
- 2 McDonnell Douglas DC-9-30

## Máy bay đã thôi sử dụng
- 6 McDonnell Douglas DC-10-10